# Nyúl Ferenc
Nyúl Ferenc (Dévaványa, 1894. május 22. – Budapest, 1971. július 17.) válogatott labdarúgó, fedezet. Kilencszeres magyar bajnok. Testvére Nyúl Vilmos szintén válogatott labdarúgó. A sportsajtóban Nyúl I néven volt ismert.

## Családja
Szülei Nyul Simon és Weiszbrunn Emma voltak. Felesége Náthán Szerén, akivel 1961-ben kötött házasságot Budapesten.

## Pályafutása

### Klubcsapatban
1913 és 1925 között az MTK labdarúgója volt. Tagja volt a sorozatban tíz bajnoki címet nyert csapatnak. Az 1920–21-es idényben a kolozsvári Hagibbor SE-ben játszott, így kilencszeres magyar bajnok és ezzel a harmadik legsikeresebb labdarúgó.

### A válogatottban
1916 és 1920 között négy alkalommal szerepelt a válogatottban.

## Sikerei, díjai
- Magyar bajnokság
  - bajnok: 1913–14, 1916–17, 1917–18, 1918–19, 1919–20, 1921-22, 1922–23, 1923–24, 1924–25
- Magyar kupa
  - győztes: 1914, 1923

## Statisztika

### Mérkőzései a válogatottban
| Magyarország | Magyarország      | Magyarország                    | Magyarország | Magyarország | Magyarország | Magyarország | Magyarország | Magyarország |
| #            | Dátum             | Helyszín                        | Hazai        | Eredmény     | Vendég       | Kiírás       | Gólok        | Esemény      |
| ------------ | ----------------- | ------------------------------- | ------------ | ------------ | ------------ | ------------ | ------------ | ------------ |
| 1.           | 1916. június 4.   | Budapest, Hungária körúti pálya | Magyarország | 2 – 1        | Ausztria     | barátságos   | -            |              |
| 2.           | 1916. november 5. | Bécs, WAC-Platz                 | Ausztria     | 3 – 3        | Magyarország | barátságos   | -            |              |
| 3.           | 1919. november 9. | Budapest, Hungária körúti pálya | Magyarország | 3 – 2        | Ausztria     | barátságos   | -            |              |
| 4.           | 1920. május 2.    | Bécs, WAC-Platz                 | Ausztria     | 2 – 2        | Magyarország | barátságos   | -            |              |
|              | Összesen          |                                 |              | 4            | mérkőzés     |              | 0            | gól          |